# فارونا
فارونا (/ˈvɜːrʊnə, ˈvɑːrə-/;؛
(باللغة السنسكريتية: वरुण، بالألفبائية الدولية للترجمة السنسكريتية: Váruna بلغة ملايو: Baruna) هو إله فيدي مرتبط في البداية بالسماء، ولاحقًا أيضًا بالبحار وبـ«أرتا» (بالإنجليزية: Ṛta)‏ (وتعني العدالة) وساتيا (بالإنجليزية: Satya)‏ (وتعني الحقيقة).
ذُكِر في أقدم طبقة من الأدب الفيدي الهندوسي، مثل ترنيمة 7.86 من كتاب ريجفدا. كما ذُكِر في كتاب قواعد اللغة التاميلية تولكابيام (بالإنجليزية: Tolkāppiyam)‏، باسم كادالون (بالإنجليزية: Kadalon)‏ إله البحر والمطر. ويقال أنه ابن كاشيابا (أحد الحكماء السبعة القدماء).
يعتبر فارونا إله المحيطات في النص الهندوسي بورانا، ومركبته هي ماكارا (تمساح) وسلاحه هو باشا (نوع من السلاح يشبه حبل المشنقة). وهو الإله الحارس للاتجاه الغربي. ويعتبر في بعض النصوص والد الحكيم فاسيشتا.
تم العثور على فارونا في الأساطير البوذية واليابانية كالإله سويتن (بالإنجليزية: Suiten)‏. كما وجد في الديانة الجاينية.